# Иван Зороски
Иван Зороски (рођен 24. јула 1979. у Београду) је бивши српски кошаркаш. Играо је на позицијама плејмејкера и бека.

## Клупска каријера
Поникао је у јуниорима ФМП Железника а за први тим је дебитовао у сезони 2000/01. Са ФМП-ом је провео наредне четири сезоне и за то време освојио Куп Радивоја Кораћа 2003. године и Јадранску лигу у сезони 2003/04. У августу 2004. је потписао трогодишњи уговор са Олимпијакосом. Након једне сезоне напушта их. Наредну сезону је почео у дресу белгијског Шарлроа али их је напустио већ након пар месеци и потписао уговор са руском екипом Динамо Московска Регија. У децембру 2006. је потписао за шпански Ваљадолид и са њима остао до краја сезоне. У августу 2007. је потписао за грчки Паниониос, и са њима је провео наредне три сезоне. Своје последње године каријере је провео у италијанским тимовима Тераму, Монтегранару и Венецији. У фебруару 2014. је објавио да завршава каријеру.

## Репрезентација
Са универзитетском репрезентацијом је освојио златну медаљу на Универзијади 2001.